# Boston Society of Film Critics Award per il miglior cast
Il Boston Society of Film Critics Award per il miglior cast (BSFC Award for Best Cast) è un premio assegnato annualmente dal 2003 dai membri del Boston Society of Film Critics al miglior cast di un film distribuito negli Stati Uniti nel corso dell'anno.

## Albo d'oro

### Anni 2000
- 2003: Mystic River - Kevin Bacon, Laurence Fishburne, Marcia Gay Harden, Laura Linney, Sean Penn, Tim Robbins
- 2004: Sideways - In viaggio con Jack (Sideways) - Thomas Haden Church, Paul Giamatti, Virginia Madsen, Sandra Oh
- 2005: Syriana - George Clooney, Chris Cooper, Matt Damon, Kayvan Novak, Amanda Peet, Christopher Plummer e Jeffrey Wright
- 2006: United 93
- 2007: Onora il padre e la madre (Before the Devil Knows You're Dead) - Albert Finney, Rosemary Harris, Ethan Hawke, Philip Seymour Hoffman e Marisa Tomei
- 2008: Tropic Thunder - Jay Baruchel, Jack Black, Steve Coogan, Tom Cruise, Robert Downey Jr., Bill Hader, Brandon T. Jackson, Reggie Lee, Danny McBride, Matthew McConaughey, Nick Nolte, Brandon Soo Hoo e  Ben Stiller
- 2009:
  - Precious - Stephanie Andujar, Mariah Carey, Lenny Kravitz, Chyna Layne, Mo'Nique, Paula Patton, Amina Robinson, Sherri Shepherd, Gabourey Sidibe ed Angelic Zambrana
  - Star Trek - Eric Bana, John Cho, Clifton Collins Jr., Ben Cross, Bruce Greenwood, Chris Pine, Zachary Quinto, Zoe Saldana, Karl Urban ed Anton Yelchin

### Anni 2010
- 2010: The Fighter - Amy Adams, Christian Bale, Melissa Leo, Jack McGee e Mark Wahlberg
- 2011: Carnage - Jodie Foster, John C. Reilly, Christoph Waltz e Kate Winslet
- 2012: 7 psicopatici (Seven Psychopaths) - Abbie Cornish, Colin Farrell, Woody Harrelson, Olga Kurylenko, Sam Rockwell, Tom Waits e Christopher Walken
- 2013: Nebraska - Bruce Dern, Will Forte, Stacy Keach, Bob Odenkirk e June Squibb
- 2014: Boyhood - Ellar Coltrane, Patricia Arquette, Lorelei Linklater ed Ethan Hawke
- 2015: Il caso Spotlight (Spotlight) - Michael Keaton, Mark Ruffalo, Rachel McAdams, Stanley Tucci, Liev Schreiber, Brian d'Arcy James e John Slattery
- 2016: Moonlight - Mahershala Ali, Alex R. Hibbert, Naomie Harris, André Holland, Jharrel Jerome, Janelle Monáe, Jaden Piner, Trevante Rhodes ed Ashton Sanders
- 2017: The Meyerowitz Stories - Candice Bergen, Judd Hirsch, Dustin Hoffman, Elizabeth Marvel, Rebecca Miller, Grace Van Patten, Adam Sandler, Ben Stiller ed Emma Thompson
- 2018: Un affare di famiglia (万引き家族)[2]
- 2019: Piccole donne (Little Women)[3]

### Anni 2020
- 2020: Ma Rainey's Black Bottom[4]
- 2021: Licorice Pizza[5][6]
- 2022[7][8][9]
  - Jackass Forever
  - Women Talking
- 2023: Oppenheimer[10][11]
- 2024: Sing Sing